# Трістан (Томас Манн)
«Трістан» — новела Томаса Манна, написана навесні 1901 року та опублікована 1903 року в збірці «Трістан. Шість новел». В основі сюжету протиставлення мистецтва / духу та дійсності / життя.

## Зміст

### Головні герої
Самотній письменник Детлев Шпінель втік від сірих одноманітних буднів до високогірної природи санаторію Айнфрід. Письменник потерпає від творчої кризи. Його єдина публікація — це невеличкий роман, події якого відбувалися у «вишуканих салонах […], наповнених дорогими речами». В санаторії на Шпінеля находить творче натхнення, однак руки доходять лише до листів, на які він доволі нечасто отримує відповідь.
Одного разу до санаторію приїжджає пані Клетеріан, дружина відомого комерсанта. Після народження сина Антона у жінки виникають проблеми з легенями. Саме задля лікування вона й опиняється в санаторії.
У Шпінеля швидко виникають палкі почуття до Габріели Клетеріан. Проявивши до неї зацікавлення, Шпінель дізнався, що та раніше грала на роялі, однак закинула це заняття. Пані Клетеріан розповідає історію, як вона познайомилася зі своїм чоловіком: вона сиділа з друзями в саду її батьків, «страшно занедбаному і заглухлому». Вони в'язали гачком, коли батько раптово познайомив її з молодим діловим другом, в якого вона закохалася і за якого вийшла заміж, попри опір батька. Шпінель був глибоко вражений сценою в саду. І якби він був там, то побачив би «маленьку, золоту корону, непомітну, але повну значення», що сяє у волоссі Габріели. Вражений «несміливою грацією» своєї нової знайомої, Шпінель стверджує, що той, хто називає колишню фройляйн Габріелу Екхоф її нинішнім ім'ям, пані Клетеріан, «заслуговує на батіг».

### Гра на роялі
Поки інші пацієнти катаються на санях, Шпінель зустрічає пані Клетеріан у салоні в компанії знудженої порадниці пані Екхоф — Шпац. Письменнику вдається вмовити пані зіграти на роялі, хоча, як вона стверджує, лікар категорично заборонив їй це робити. Після кількох ноктюрнів Шопена Шпінель виявляє партитуру опери Вагнера «Трістан та Ізольда». Пані Клетеріан вибирає мотив туги, а потім і кохання: «Дві сили, дві розлучені істоти в стражданні та блаженстві прагнуть одна до одної і зливаються у захопленому й божевільному прагненні до вічного та абсолютного. Прелюдія спалахнула і завмерла». Навіть поява спантеличеної пацієнтки і пасторші Геленраух не здатна була порушити приголомшливий вплив, створений музикою. У «глибокій тиші», що виникнула за цим, двоє якийсь час залишаються зачарованими слабо мерехтливим світлом свічки. Шпінель, вдячний і сповнений захоплення, опускається на коліна перед Габріелою зі складеними руками, в той час, як вдалині вже чути наближення саней, «дзвін дзвіночків, ляскання бичів і жваві людські голоси».

### Лист
Через погіршення стану пані Клетеріан її чоловік, який поїхав у своїх справах до рідного міста біля Балтійського моря і вважав себе там незамінним, був змушений терміново повернутися до дружини. Вигляд наївної людини, яка невдовзі з'являється дещо роздратованою, з його товстим синочком Антоном на руках, завдає Шпінелю страждання. Досі перебуваючи під враженням від проведеного разом дня, він пише лист Клетеріану. У ньому він красномовно описує ідилію в ірисовому саду Екхофа, знайому йому за розповідями Габріели, «зворушливий і мирний апофеоз, просочений вечірнім просвітленням занепаду, розкладання та згасання». «Втомлену, боязку і квітучу у піднесеній непридатності красу смерті, квітучу у піднесеній марності», він принизив «до служіння вульгарним будням». Поки Габріела вмирала, маленький Антон продовжував життя свого батька.
Потім Клетеріан особисто відвідує поета, описує його як «блазня» і «боягуза», який відчуває страх перед дійсністю, і постійно в розмаїтій манері цитує лист Шпінеля, який він називає «жалюгідним писанням, повним образи». З листів Габріели він знає, що Шпінель є примхливим суб'єктом, але його інтриги йому ні до чого, скоріше він, Клетеріан, залишає за собою право подати до суду. Шпінель — «хитрий ідіот» і «небезпечний для суспільства». Його гнівний потік слів переривається тривожною появою радниці Шпац, яка кличе Клетеріана до ліжка своєї дружини. Її стан різко погіршився, тепер вона страждає від легень, «пішла горлом кров». Те, що її смерть неминуча, залишається безпосередньо невисловленим, але згодом на це обережно натякає її «завішане вікно».
Під час наступної прогулянки Шпінель зустрічає маленького Антона Клетеріана та його няню. Побачивши його, «Антон Клетеріан почав сміятися і тріумфувати, він так верещав від якоїсь незрозумілої радості, що ставало страшно». У жаху Шпінель повертається і йде «обережно і з вимушеною грацією тримаючи руки, насильно стриманими кроками людини, яка хоче приховати, що вона внутрішньо втікає від чогось».

## Інтерпретація

### Тематика
Центральною темою новели є конфлікт між хворобливістю і смертоносністю митців, з одного боку, і життєвою, веселою тілесністю «справжнього» буржуазного світу, з іншого. Тобто двома принципами, якими керуються головні герої, поет і купець. Томас Манн неодноразово звертався до цієї теми, спочатку в новелі «Тоніо Крегер», а потім в основному його романі «Зачарована гора».
«Трістан» багато в чому передбачає «Зачаровану гору». Паралелі між Айнфрідом, санаторієм для людей, які страждають на легеневі захворювання, що обіцяє усамітнення і спокій, і Бергофом в Давоських Альпах очевидні. Владний авторитарний директор клініки Хофрат Беренс вже з'являється в «Трістані» у вигляді доктора Леандера. «Ліки відпочинку», що виставляють пацієнтів, «повністю закутаних у ковдри та хутра», на «сонячний мороз на терасі», химерні сусіди по кімнаті, зимові екскурсії околицями, все це передбачає світ «Зачарованої гори».